# Bonfire (album)
Bonfire – 5-płytowy album kompilacyjny australijskiego zespołu AC/DC, wydany 11 listopada 1997 roku. Został stworzony jako hołd dla zmarłego wokalisty zespołu, Bona Scotta. Nazwa Bonfire jest oryginalnie pomysłem Scotta; członkowie zespołu twierdzą, że Scott chciał tak nazwać swój album solowy, który miał zamiar nagrać w przyszłości.

## Zawartość

### Live from the Atlantic Studios
Album koncertowy nagrany 7 grudnia 1977 r. w Atlantic Recording Studios w Nowym Jorku, USA. Wyprodukowany został przez George'a Younga.

#### Lista utworów
1. "Live Wire" - 6:16
2. "Problem Child" - 4:40
3. "High Voltage" - 5:55
4. "Hell Ain't a Bad Place to Be" - 4:13
5. "Dog Eat Dog" - 4:42
6. "The Jack" - 8:37
7. "Whole Lotta Rosie" - 5:09
8. "Rocker" - 5:30

- Kompozytorami wszystkich utworów są Angus Young, Malcolm Young, i Bon Scott.

#### Wykonawcy
- Angus Young – gitara prowadząca
- Malcolm Young – gitara rytmiczna
- Bon Scott – śpiew
- Phil Rudd – perkusja
- Cliff Williams – gitara basowa

### Let There Be Rock
Podwójny album koncertowy nagrany 9 grudnia 1979 r. w The Pavillon w Paryżu, Francja. Oryginalnie wydawany jako film koncertowy od 1980 r., ten album jest ścieżką dźwiękową z tego filmu, ale zawiera utwór "T.N.T.", który nie jest zawarty w filmie. Wyprodukowany został przez Tony'ego Platta.

#### Lista utworów - Płyta 1
1. "Live Wire" - 8:04
2. "Shot Down in Flames" - 3:39
3. "Hell Ain't a Bad Place to Be" - 4:31
4. "Sin City" - 5:25
5. "Walk All Over You" - 5:06
6. "Bad Boy Boogie" - 13:21

#### Lista utworów - Płyta 2
1. "The Jack" - 6:05
2. "Highway to Hell" - 3:30
3. "Girls Got Rhythm" - 3:19
4. "High Voltage" - 6:32
5. "Whole Lotta Rosie" - 4:45
6. "Rocker" - 10:45
7. "T.N.T." - 4:13
8. "Let There Be Rock" - 7:32

- Kompozytorami wszystkich utworów są Angus Young, Malcolm Young, i Bon Scott.

#### Wykonawcy
- Angus Young – gitara prowadząca
- Malcolm Young – gitara rytmiczna
- Bon Scott – śpiew
- Phil Rudd – perkusja
- Cliff Williams – gitara basowa

### Volts
Album zawierający głównie niektóre dema zespołu, dwa utwory na żywo, jeden cover, dwa utwory wydane już oficjalnie, oraz wycinki z kilku wywiadów. Wyprodukowany został przez George'a Younga.

#### Lista utworów
1. "Dirty Eyes" (wczesna wersja utworu "Whole Lotta Rosie" z albumu Let There Be Rock) - 3:21
2. "Touch Too Much" (demo utworu z albumu Highway to Hell) - 6:34
3. "If You Want Blood You Got It" (demo utworu znanego obecnie pod nazwą "If You Want Blood (You've Got It)" z albumu Highway to Hell) - 4:26
4. "Back Seat Confidential" (wczesna wersja utworu "Beating Around the Bush" z albumu Highway to Hell) - 5:23
5. "Get It Hot" (demo utworu z albumu Highway to Hell) - 4:15
6. "Sin City" [Live] (nagrane w programie Midnight Special) - 4:53
7. "She's Got Balls" [Live] (nagrane w klubie Bondi Lifesaver) - 7:56
8. "School Days" (Chuck Berry) (cover zamieszczony oryginalnie na albumie T.N.T., pierwszy raz wydany ogólnoświatowo) - 5:21
9. "It's a Long Way to the Top (If You Wanna Rock 'n' Roll)" (utwór wydany wcześniej na albumach: T.N.T. i High Voltage) - 5:16
10. "Ride On" (utwór oryginalnie wydany na australijskiej i ogólnoświatowej wersji albumu Dirty Deeds Done Dirt Cheap; po utworze zawartych jest kilka wycinków z wywiadów) - 9:44

- Kompozytorami (oprócz wymienionego w nawiasie) wszystkich utworów są Angus Young, Malcolm Young, i Bon Scott.

#### Wykonawcy
- Angus Young – gitara prowadząca
- Malcolm Young – gitara rytmiczna
- Bon Scott – śpiew
- Phil Rudd – perkusja
- Cliff Williams – gitara basowa
- Tony Currenti – perkusja ("She's Got Balls")
- Mark Evans - gitara basowa ("Dirty Eyes", "School Days", "It's a Long Way to the Top (If You Wanna Rock 'n' Roll)", "Ride On")
- George Young - gitara basowa ("She's Got Balls")

### Back in Black
Zremasterowana wersja albumu z 1980 roku.

#### Lista utworów
1. "Hells Bells" – 5:12
2. "Shoot to Thrill" – 5:17
3. "What Do You Do for Money Honey" – 3:35
4. "Givin the Dog a Bone" – 3:31
5. "Let Me Put My Love into You" – 4:15
6. "Back in Black" – 4:15
7. "You Shook Me All Night Long" – 3:30
8. "Have a Drink on Me" – 3:58
9. "Shake a Leg" – 4:05
10. "Rock and Roll Ain't Noise Pollution" – 4:16

- Kompozytorami wszystkich utworów są Angus Young, Malcolm Young i Brian Johnson.

#### Wykonawcy
- Angus Young – gitara prowadząca
- Malcolm Young – gitara rytmiczna
- Brian Johnson – śpiew
- Phil Rudd – perkusja
- Cliff Williams – gitara basowa